# Breite Heide

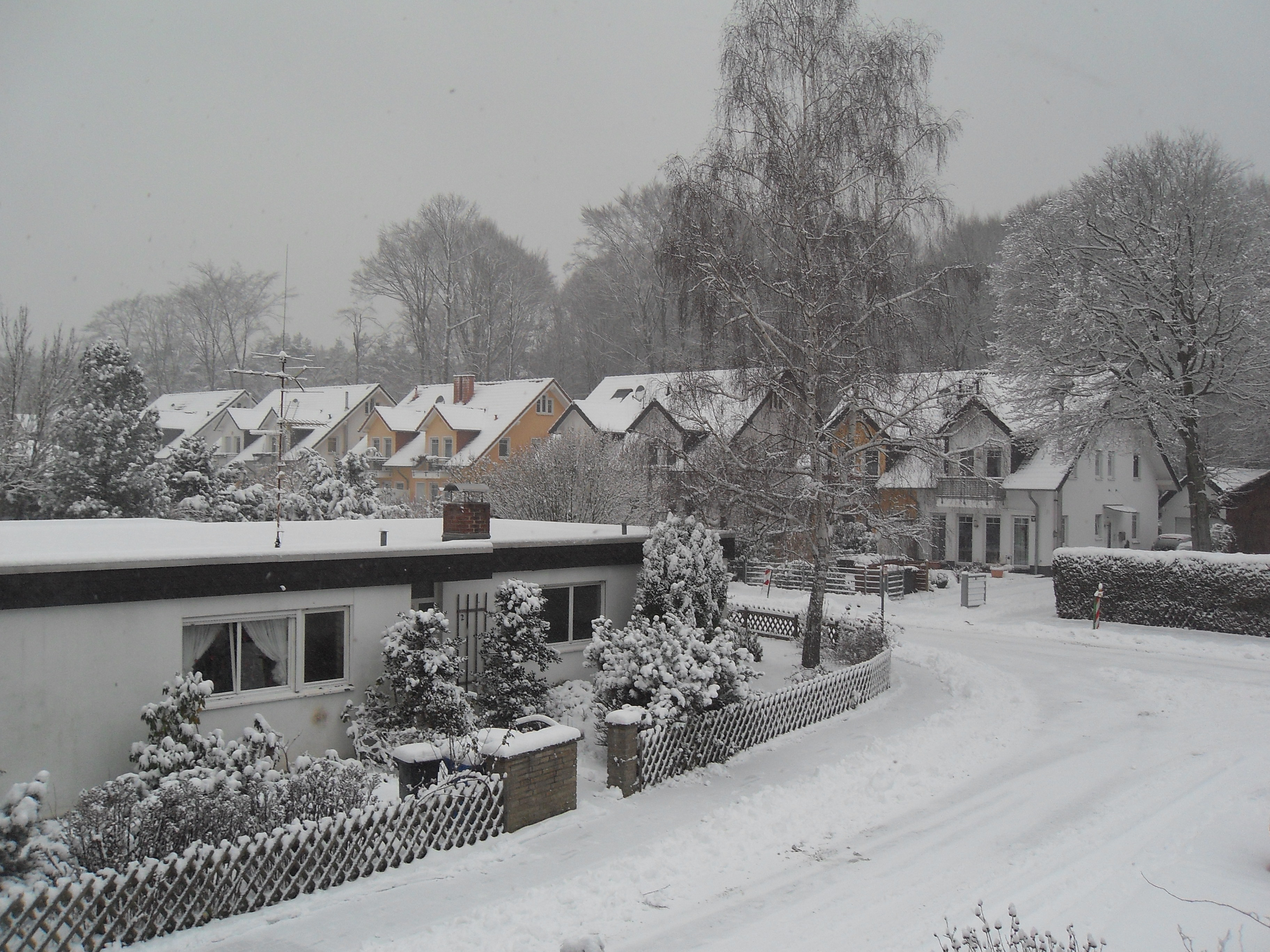
Breite Heide (2010)

Die Breite Heide ist ein Ortsteil der Ortsgemeinde Rheinbreitbach im rheinland-pfälzischen Landkreis Neuwied. Das Siedlungsgebiet umfasst ca. 200 Häuser und hat eine Einwohnerzahl von schätzungsweise 300–500.

## Geographie
Der Ortsteil „Breite Heide“ ist eine in sich geschlossene Siedlung, die etwa ein Kilometer in östlicher Richtung vom Ortskern Rheinbreitbachs entfernt liegt. Es führt mit der Westerwaldstraße nur eine komplett asphaltierte Straße zur Siedlung, die zum Teil im Tal des Breitbachs verläuft, sodass kein Durchgangsverkehr besteht. Das sich gut einen Kilometer in ostnordöstlich-westsüdwestlicher Richtung erstreckende Siedlungsgebiet ist von Wald umgeben und liegt auf einem leicht nach Ostnordosten ansteigenden Gelände am nördlichen Ende der sogenannten Linzer Terrasse, einem fast modellhaft erhaltenen Teil der rheinischen Hauptterrasse der Mittelrheinischen Bucht, auf 180 m ü. NHN bis 194 m ü. NHN. Dabei befindet sich der nordöstliche Teil am südlichen Rand des Walddistriktes Hinten auf der Breiten Heide ⊙ und der südwestliche Teil auf dem Mühlenberg ⊙, einem Bergrücken zwischen dem südlich gelegenen Breitbach und dem nördlich gelegenen Ziegenborn. Der Walddistrikt Vorn auf der Breiten Heide ⊙ liegt nördlich des Ortsteiles „Breite Heide“.
In geologischer Hinsicht zählt die Breite Heide zur Jüngeren Hauptterrasse des Rheintals, deren Ablagerungen größtenteils aus sandigen Kiesen bestehen.

## Geschichte
Die Geschichte der Breiten Heide beginnt mit den Anfängen des Bergbaus im 16./17. Jahrhundert in Rheinbreitbach. Zu dieser Zeit standen dort lediglich Werksgebäude und das Haus des Bergwerkdirektors. Die Stollen ziehen sich durch den ganzen Berg und machten es für die spätere Bebauung schwierig, da Einsturzgefahr bestand. Nachdem der Bergbau unrentabler und letzten Endes eingestellt worden war, legte die Gemeinde einen Sportplatz an, der für die Grundschule zur Durchführung des Sportunterrichts diente. Anfang der 1960er Jahre wurde er wieder abgerissen, um eine Bebauung durchführbar zu machen. Die unter heutigem Namen bekannte „Breite Heide“ entstand ab Mitte der 1960er-Jahre, nachdem Bonn sich als Regierungssitz etabliert hatte und einen Siedlungsdruck in der Region auslöste. Junge Familien und Beamte zogen wegen der ruhigen Lage nach Rheinbreitbach und Umgebung. Ein Bauboom durchzog die Gemeinde und es entstanden neue Häuser und Siedlungsgebiete. Heute erinnern noch einige Wegkreuze der Bergleute, der ehemalige Weiher, Fuhrrinnen im Gestein, ein Umlaufstollen und ein riesiger Schuttberg an das einstige Bergwerk und die frühere Bestimmung der Breiten Heide.

## Sehenswürdigkeiten
- (teil)restaurierter Umlaufstollen

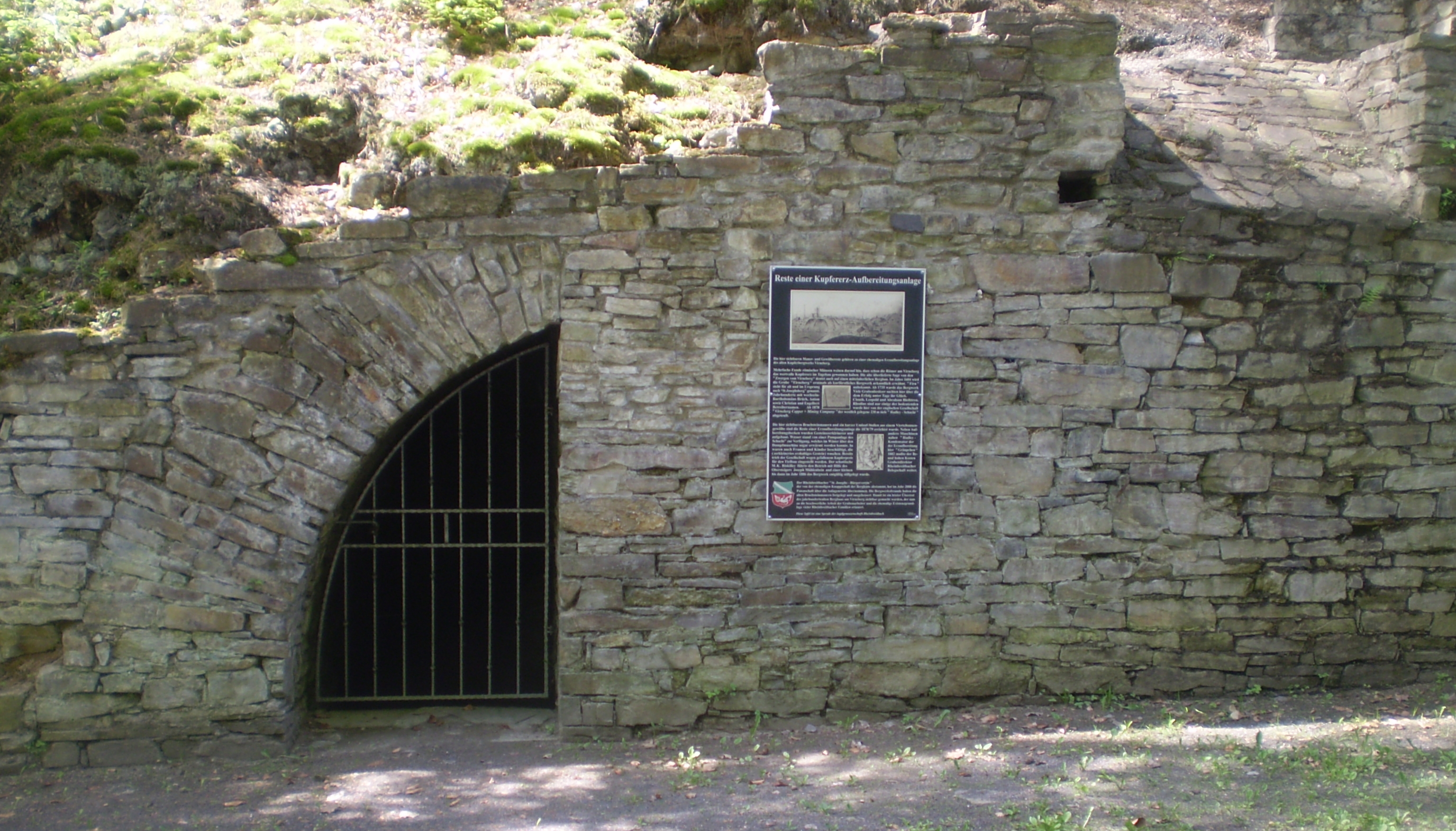
Reste einer Kupfererz-Aufbereitsanlage des Bergwerks Virneberg

- Koppelkreuz (auf dem Koppel zwischen Breite Heide und Rheinbreitbach)
- Clouthe-Kreuz (Ehrendenkmal zur Erinnerung an die Familie Clouth, 1981 neu errichtet)[6]
- Virneberger Kreuz (von 1840, erneuert 1874 und 1986)[7]
- Bergwergskreuz
- Schnitzler-Kreuz
- Blutkreuz
- seltene Mineralien und Gesteine des ehemaligen Bergwerkes
- Bildstock Auge Gottes (Mitte bis Ende des 19. Jahrhunderts als Mahnung gegen Holzdiebe errichtet auf 50° 37′ 33,3″ N, 7° 16′ 23,2″ O)
- V1-Startrampen (Ruine in der Richtung von Bruchhausen; 50° 37′ 30,3″ N, 7° 16′ 22,5″ O)

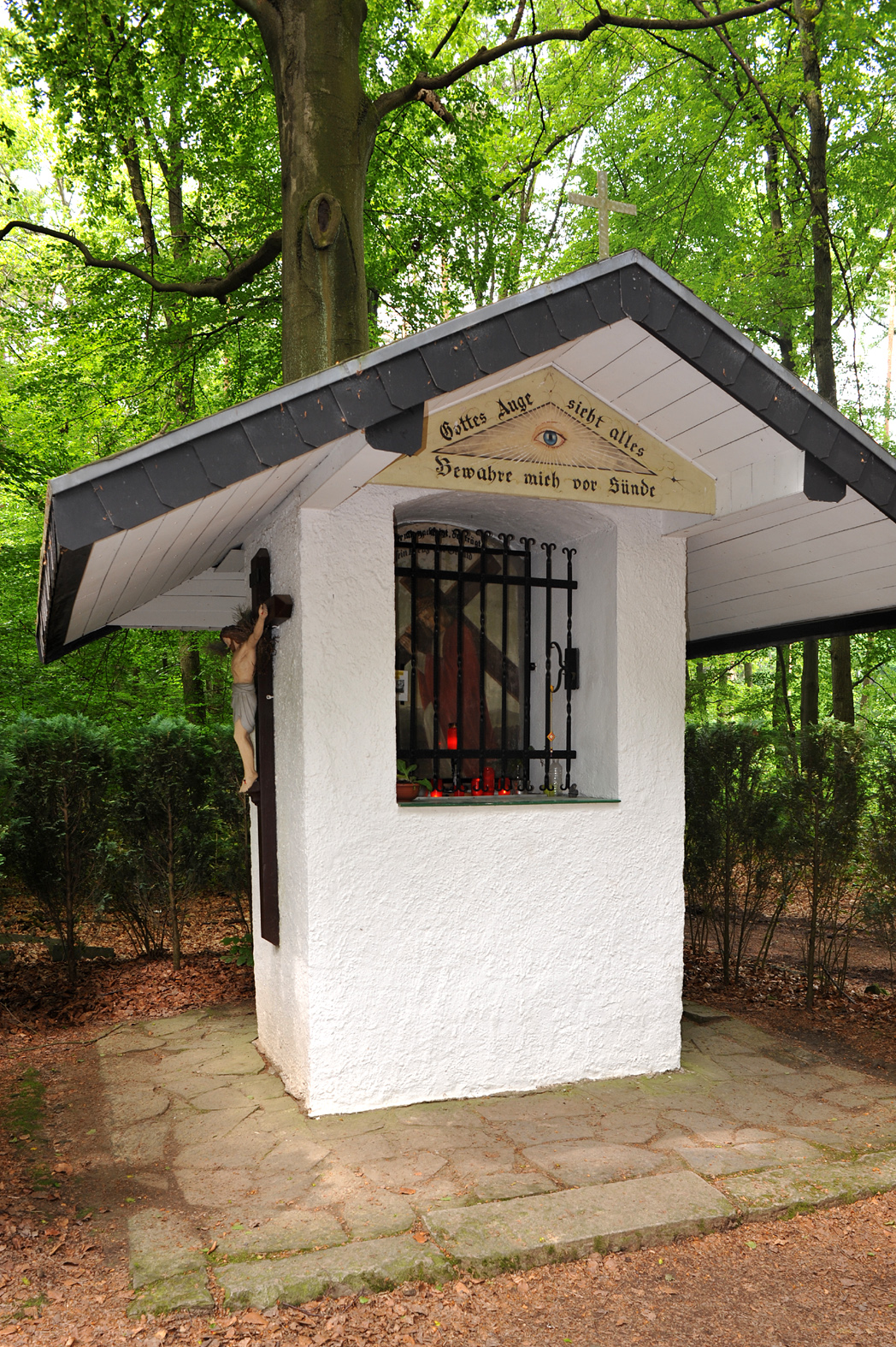
Bildstock Auge Gottes
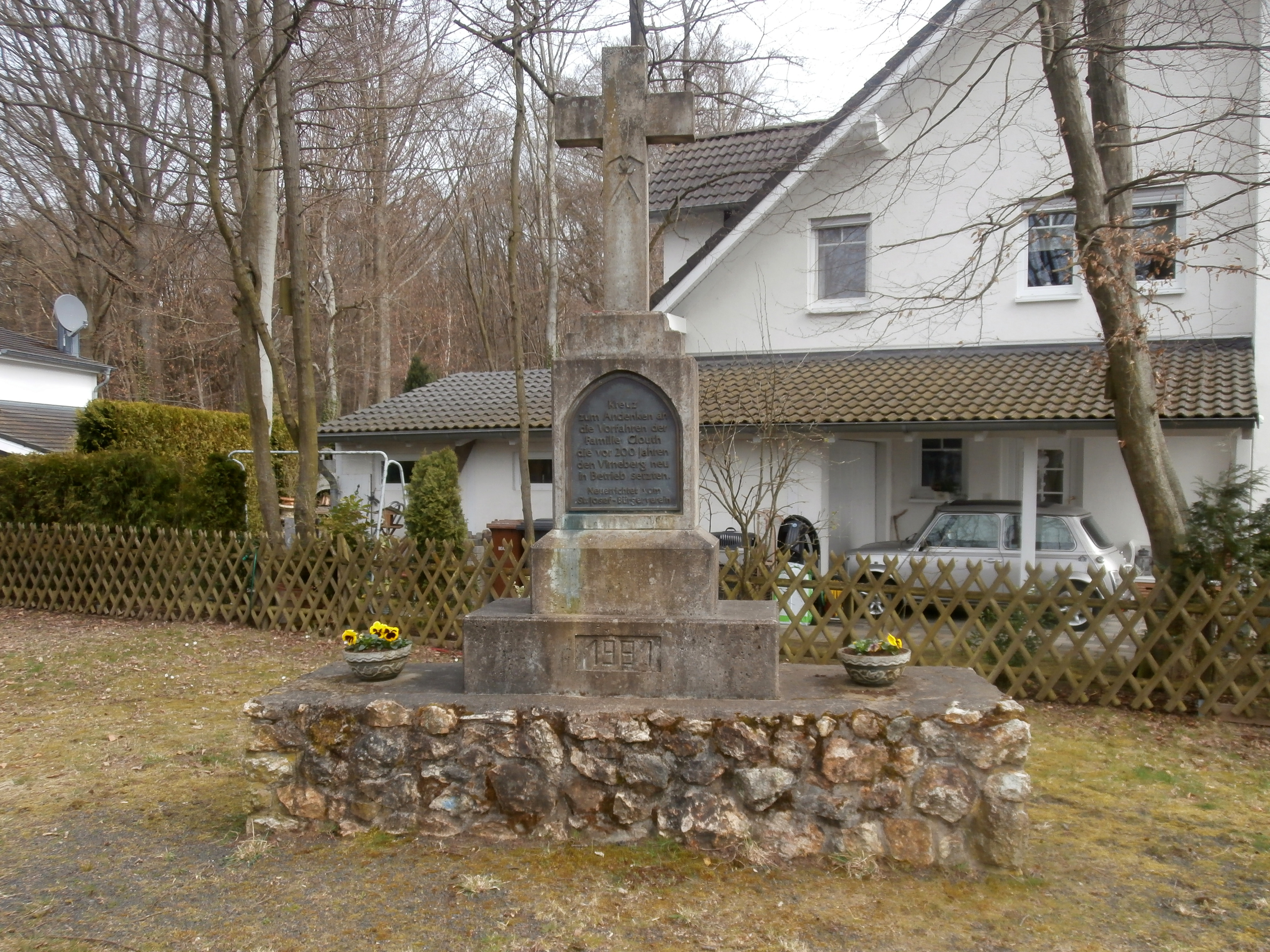
Clouthe-Kreuz
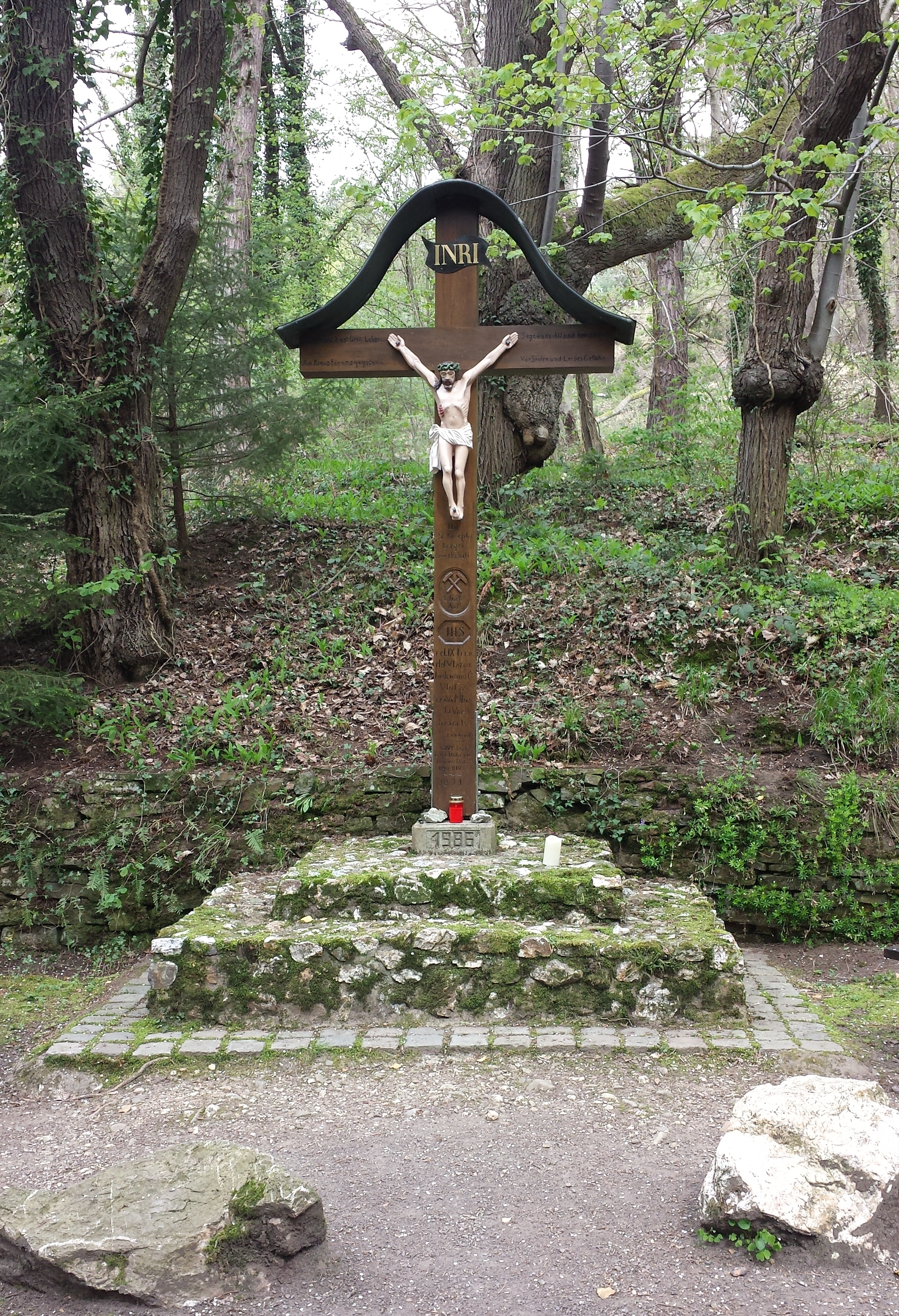
Virneberger Kreuz
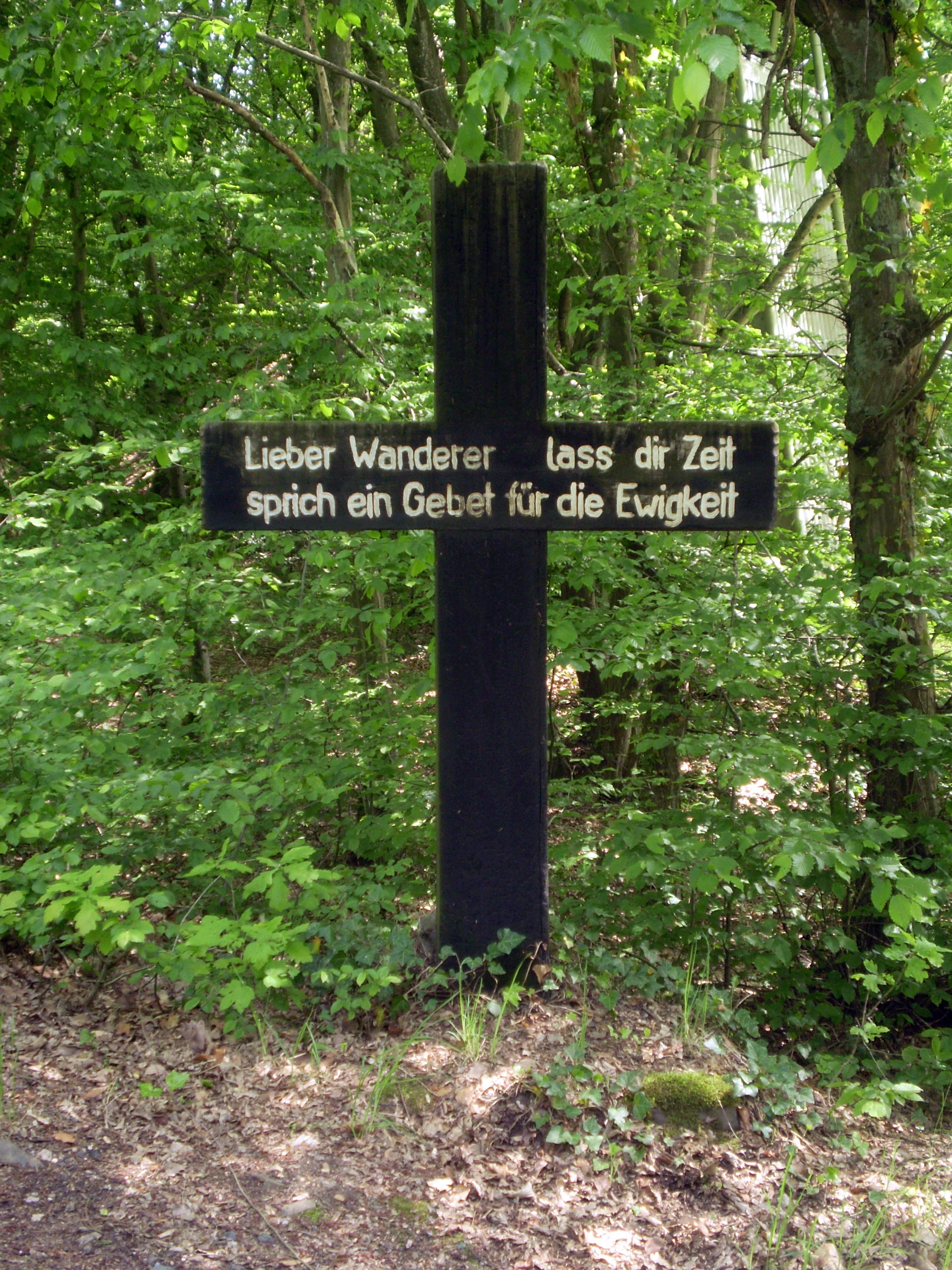
Bergwerkskreuz
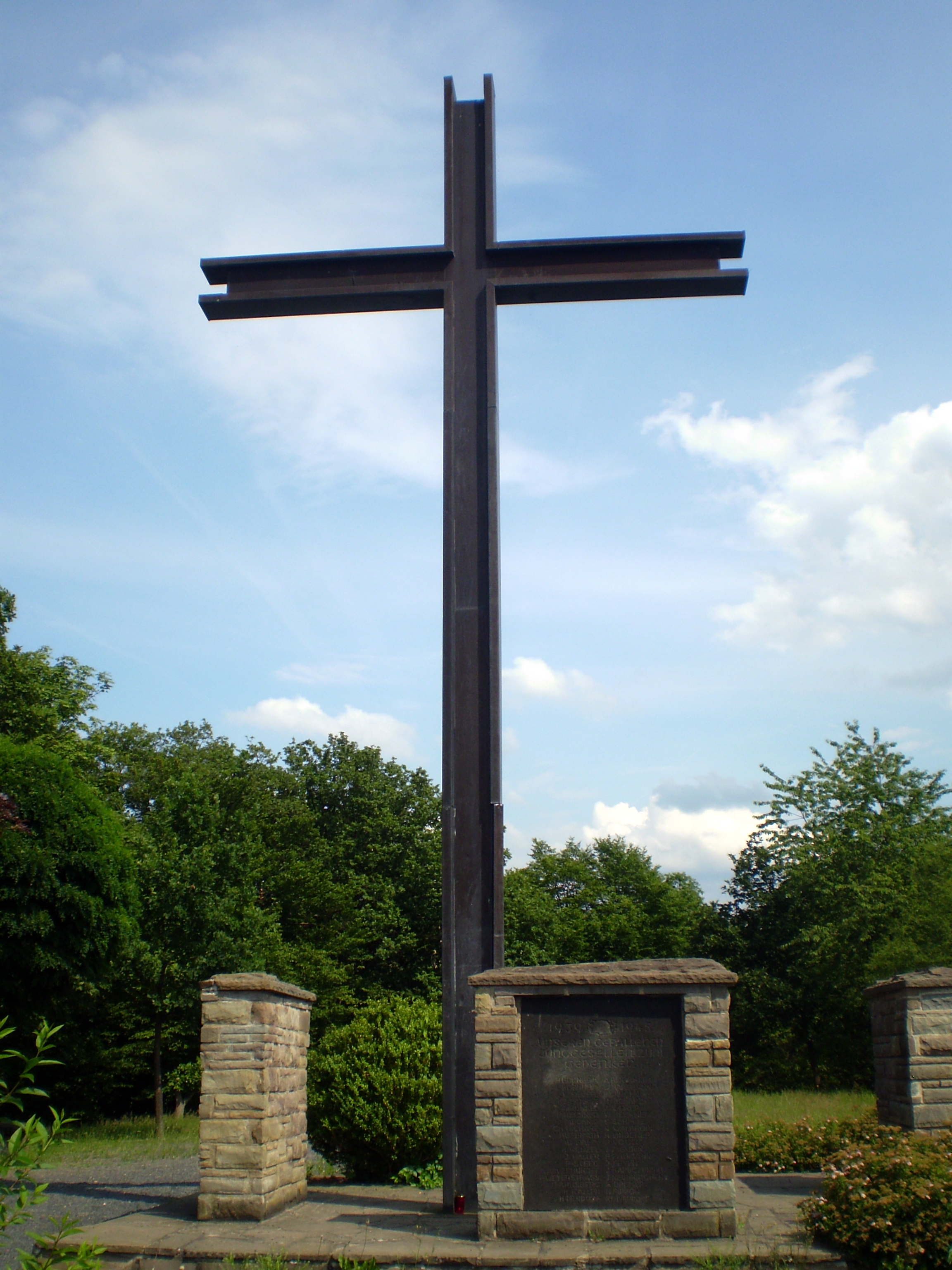
Koppelkreuz

## Verkehr
Auf der Breiten Heide verkehrt an Wochentagen der Linienbus 567, der über Rheinbreitbach nach Bad Honnef bis zur Endhaltestelle der Linie 66 in Richtung Bonn, fährt. Außerdem gibt es am Wochenende einen TaxiBus, welcher zu den Konditionen des öffentlichen Nahverkehrs auf Grundlage eines Fahrplans angefordert werden kann.

## Persönlichkeiten
- Armin Grünewald (1930–1993), deutscher Journalist, wohnte auf der Breiten Heide
- Hans-Joachim Hallier (1930–2020), deutscher Diplomat, wohnte auf der Breiten Heide
- Otto Leiberich (1927–2015), deutscher Kryptologe, wohnte auf der Breiten Heide